# Xã Randolph, Quận Dakota, Minnesota
Xã Randolph (tiếng Anh: Randolph Township) là một xã thuộc quận Dakota, tiểu bang Minnesota, Hoa Kỳ. Năm 2010, dân số của xã này là 659 người.